# Beli (Mond)
Beli (auch Saturn LXI) ist einer der kleineren äußeren Monde des Planeten Saturn.

## Entdeckung und Benennung
Beli wurde durch die Astronomen Scott Sheppard und David Jewitt (University of California) sowie Jan Kleyna (University of Hawaiʻi) auf Aufnahmen entdeckt, die vom 12. Dezember 2004 bis zum 22. März 2007 mit dem 8,2-m-Subaru-Teleskop am Mauna-Kea-Observatorium angefertigt wurden. Aus diesem Zeitraum konnten 19 weitere Saturnmonde nachgewiesen werden; die Entdeckung wurde am 7. Oktober 2019 bekannt gegeben. Als Entdeckungsdatum gilt der Tag der ersten Aufnahme, also der 12. Dezember 2004. Demzufolge erhielt der Mond die vorläufige Bezeichnung S/2004 S 30. Durch einen Fehler in der ursprünglichen Bekanntgabe von Beli wurden irrtümlicherweise zunächst die Orbitalelemente von Gerd veröffentlicht, was jedoch noch gleichentags korrigiert wurde. Am 10. August 2021 erhielt der Mond die endgültige Nummer LXI.
Das Carnegie Institution for Science rief mit der Bekanntgabe der Entdeckung die Öffentlichkeit dazu auf, bis zum 6. Dezember 2019 Namensvorschläge für die insgesamt 20 neuentdeckten Monde einzusenden. Es sollten entsprechend der Gruppenzugehörigkeit der Monde Namen von Riesen aus der gallischen, der nordischen oder der Inuit-Mythologie sein.
Am 24. August 2022 wurde der Mond durch das Minor Planet Center nach dem Riesen Beli aus der Nordischen Mythologie benannt. Er wurde durch Freyr mit einem Hirschgeweih getötet. Gemäß John Lindow ist der Mythos von Beli teilweise verloren; einige Gelehrte gehen davon aus, dass Beli möglicherweise der Bruder von der Jötunn Gerðr ist. Beli ist auch der Name eines Pferdes in der Kálfsvísa, einem Gedicht in der Snorra-Edda.
Der Beobachtungszeitraum von Beli erstreckt sich vom 12. Dezember 2004 bis zum 21. März 2007; es liegen insgesamt 24 Beobachtungen über einen Zeitraum von drei Jahren vor.

## Bahneigenschaften
Beli umkreist Saturn in drei Jahren und 27 Tagen auf einer elliptischen, retrograden Umlaufbahn zwischen 18.326.473 km und 23.315.919 km Abstand zu dessen Zentrum. Die Bahnexzentrizität beträgt 0,120, die Bahn ist 157,5° gegenüber dem Äquator von Saturn geneigt.
Der Mond ist Bestandteil der sogenannten Nordischen Gruppe von Saturnmonden, die den Planeten mit Bahnneigungen zwischen 145,2° und 177,5° und Bahnexzentrizitäten zwischen 0,130 und 0,580 retrograd umrunden.

## Physikalische Eigenschaften
S/2004 S 30 besitzt einen Durchmesser von etwa 3 km. Die absolute Helligkeit des Mondes beträgt 16,1 m.